# César Napoleón Ayrault
César Napoleón Ayrault (Posadas, 28 de mayo de 1921 - Puerto Iguazú, 30 de noviembre de 1973) fue un político y abogado argentino, que se desempeñó, en un principio, como Interventor Federal de Misiones en 1959, siendo electo, Gobernador de Misiones un año más tarde; asumió el cargo el 1 de mayo de 1960 y permaneció hasta 23 de abril de 1962.

## Biografía
César Napoleón Ayrault nació en la Ciudad de Posadas, en la provincia de Misiones, el 28 de mayo de 1921; siendo hijo del matrimonio de Eugenio Ayrault y Cornelia Fortuolli. Realizó sus estudios primarios en la escuela n.º 1 Félix de Azara, y los secundarios, en el Colegio Nacional Martín de Moussay, en la capital misionera.
Realizó sus estudios universitarios en la Universidad Nacional de La Plata, en donde se recibió de abogado tras tres años de estudios.
Militó en la Unión Cívica Radical. Se casó con Ana Ofelia Ruiz, el 24 de diciembre de 1947, con quien tuvo cuatro hijas: Ana Ofelia, Amelia Eloisa, María Beatriz Eugenia y María Silvina Solange.
En 1955 es electo Diputado Nacional, cargo que ocupó brevemente, ya que es interrumpido por la dictadura autodenominada Revolución Libertadora; la cual dio como resultado en Misiones a sucesivas Intervenciones federales, logrando ser designado como Interventor Federal entre el 16 de marzo de 1959 y el 14 de enero de 1960, cuando se postula como gobernador, acompañado por César Errecaborde como vicegobernador, adhiriendo a la UCR-I. Triunfó con más de treinta mil votos, en las elecciones del 27 de marzo de 1960.
En su gobierno se decretó el uso del actual escudo provincial. se construyó tribunas para el Club Guaraní Antonio Franco, del cual fue presidente. Debió abandonar el cargo en 1962 tras el derrocamiento del presidente Arturo Frondizi. 
Entre 1965 y 1966, Ayrault fue diputado provincial por el Movimiento de Integración y Desarrollo (MID). En las elecciones de 15 de abril de 1973, es electo vicegobernador acompañando a Juan Manuel Irrazábal, por el FREJULI.
El 30 de noviembre el gobernador Irrazábal junto con Ayrault viajó a Puerto Iguazú para presidir la transferencia del  Hotel Internacional Iguazú a la provincia. Cuando faltaba poco para llegar, el avión Beechcraft Queen Air en que viajaba junto con el gobernador, Ayrault, y sus respectivas esposas, estalló en el aire y se estrelló a unos 10 km del aeropuerto de destino debido a un fallo en una de las turbinas. Al día siguiente fueron rescatados los restos mortales del gobernador, el vicegobernador, sus esposas y el piloto; en cambio, Susana Irrazábal, hija del gobernador, de 23 años de edad, apareció con vida, aunque con serias quemaduras en todo el cuerpo; fallecería tiempo después en un hospital de la ciudad de Buenos Aires, en circunstancias poco claras. 
Investigaciones posteriores revelaron fuertes indicios de que ese siniestro aéreo se habría tratado de un atentado de la  Triple A. [cita requerida]